# Parallel Universe (álbum)
Parallel Universe (en español: Universo paralelo) es un álbum de remezclas por la banda australiana The Church. Fue publicado el 4 de noviembre de 2002 a través de los sellos discográficos Cooking Vinyl y Thirsty Ear.
El material fue separado en dos partes, un disco de remezclas y otro de canciones no utilizadas en las sesiones previas de After Everything Now This.

## Recepción
El álbum tuvo una recepción negativa, en particular las remezclas fueron criticadas por su falta de originalidad, mientras el segundo disco con canciones nuevas fue considerado como «necesario». Por otra parte, PopMatters especulaba que el álbum era un posible sabotaje de la banda hacia el sello Thirsty Ear, o en cambio, una táctica promocional del sello para sacar el mayor material posible, debido a las palabras expresadas por Steve Kilbey en una entrevista antagonizando el sello, indicando un quiebre en su relación laboral.

## Lista de canciones

### Disco 1: Remixture
| N.º   | Título                                 | Duración |  |
| 1.    | «Intro-MC»                             | 0:28     |  |
| 2.    | «Seen It @ the Feelmore»               | 4:19     |  |
| 3.    | «Stay All Night (Kings Mix)»           | 3:31     |  |
| 4.    | «Radiant 1934 Remix»                   | 6:04     |  |
| 5.    | «Replaced/Chromium»                    | 3:03     |  |
| 6.    | «Distant X Unseen»                     | 6:10     |  |
| 7.    | «Let Y=X (Survival Mix)»               | 4:44     |  |
| 8.    | «Sleepless.Night@reality.net»          | 11:28    |  |
| 9.    | «Earthfriend (Version)»                | 5:16     |  |
| 10.   | «Down: Nostalgia and Everything After» | 5:11     |  |
| 11.   | «The Deep Ache Mix»                    | 5:12     |  |
| 55:33 |                                        |          |  |

### Disco 2: Mixture
| N.º   | Título                  | Duración |  |
| 1.    | «1st Woman on the Moon» | 11:09    |  |
| 2.    | «Espionage»             | 5:31     |  |
| 3.    | «Reward»                | 7:22     |  |
| 4.    | «There You Go»          | 5:25     |  |
| 5.    | «Night Flower»          | 1:31     |  |
| 6.    | «Twin Star»             | 6:51     |  |
| 37:43 |                         |          |  |

## Créditos y personal
Adaptados de las notas internas.
- Tim «timEbandit» Powles – Producción.
- The Church – Música y voces.
- David MacQurie – Masterización.
- Tony Buchen (The Baggsmen) – Apoyo, coordinación de sonido
- Bob Scott – Apoyo.
- Daniel (switchkicker) – Actitud.
- Don Bartley – Masterización original en «1st Woman» y «Espionage».
- Reece Tunbridge – Edición adicional, compilación.
- Psychodelic Art & Design – Arte de portada y layout.